# Черо Веронезе
Черо Веронезе је насеље у Италији у округу Верона, региону Венето.
Према процени из 2011. у насељу је живело 1978 становника. Насеље се налази на надморској висини од 723 м.

## Становништво
Према резултатима пописа становништва 2011. у општини је живело 2.434 становника.
| 1951. | 1961. | 1971. | 1981. | 1991. | 2001. | 2011. |
| ----- | ----- | ----- | ----- | ----- | ----- | ----- |
| 1.026 | 940   | 1.066 | 1.273 | 1.495 | 2.043 | 2.434 |